# Église Notre-Dame-de-l'Assomption de Hofstade
Pour les articles homonymes, voir Notre-Dame-de-l'Assomption.
L'église Notre-Dame-de-l'Assomption (Onze-Lieve-Vrouw Hemelvaartkerk, en néerlandais) est une église de style gothique située à Hofstade, section de la ville belge d'Alost, dans la province de Flandre-Orientale.

## Historique
L'église résulte de plusieurs phases de construction.
Le chœur, qui constitue la partie la plus ancienne de l'église, est construit en style gothique primitif au XIIIe siècle et est modifié et agrandi au XVe siècle,.
Les bras du transept sont édifiés au XVe siècle de même que la tour de la croisée du transept, qui est cependant reconstruite en 1606,.
Les deux nefs occidentale du vaisseau sont construites au XVe siècle tandis que ses quatre travées orientales datent de 1739-1749,, époque où a eu lieu également une rénovation du chœur. 
En 1875-1876, l'église est entièrement rénovée par l'architecte gantois August Van Assche,. Elle est alors considérablement agrandie et le chœur est reconstruit dans son style gothique primitif d'origine.
Une tour d'escalier en briques rouges est ajoutée à l'angle sud-est du transept vers 1890.
L'église est agrandie une dernière fois en 1897 et les vestiges de l'église gothique primitive disparaissent alors, sauf l'encadrement de porte gothique du XVe siècle, réutilisé dans la façade occidentale de style néogothique.

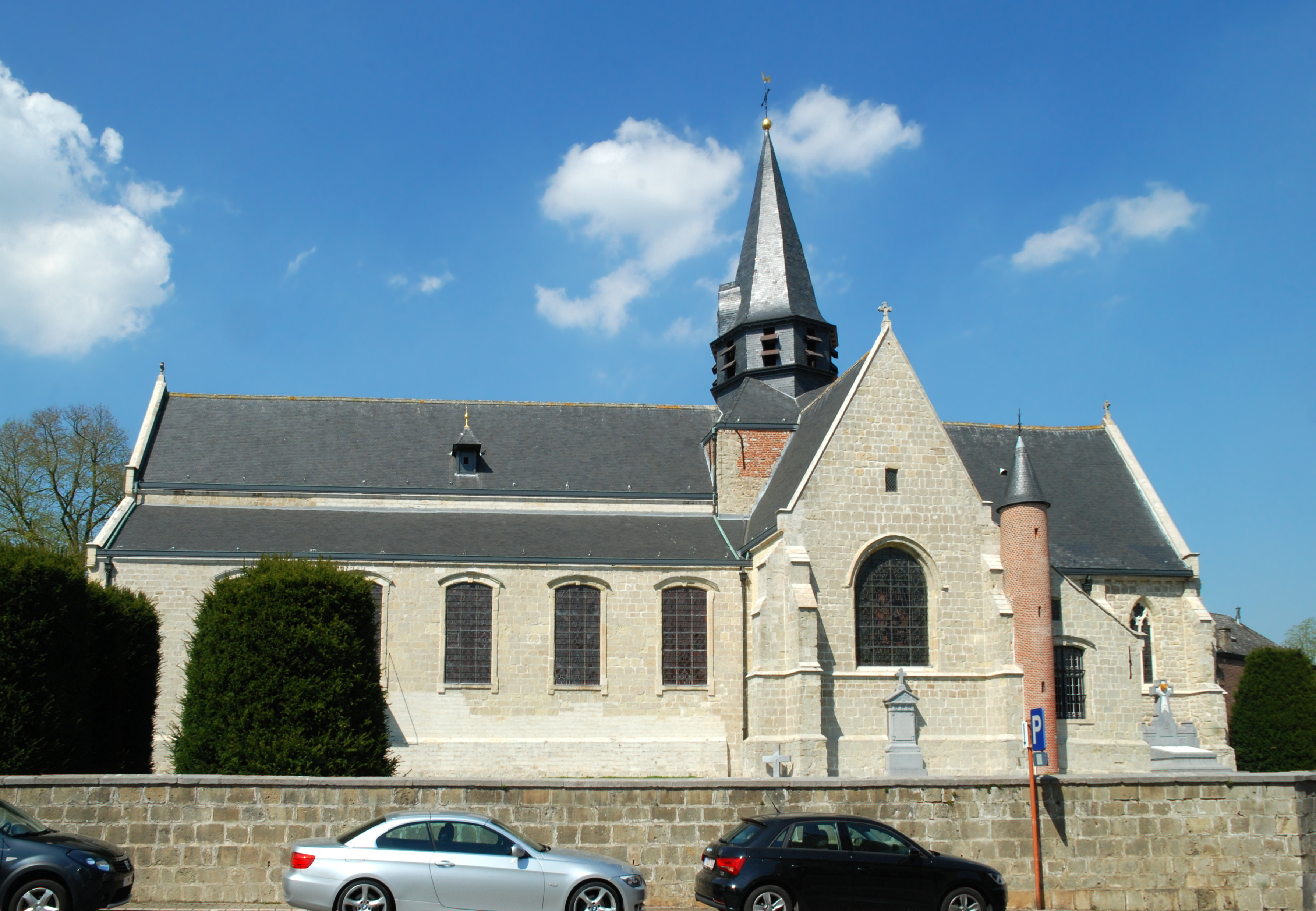
Façade méridionale.

## Classement
L'église et son cimetière sont classés comme monument historique depuis le 12 avril 1974 sous la référence 8338 et figurent à l'Inventaire du patrimoine immobilier de la Région flamande sous la référence 416. 

## Architecture

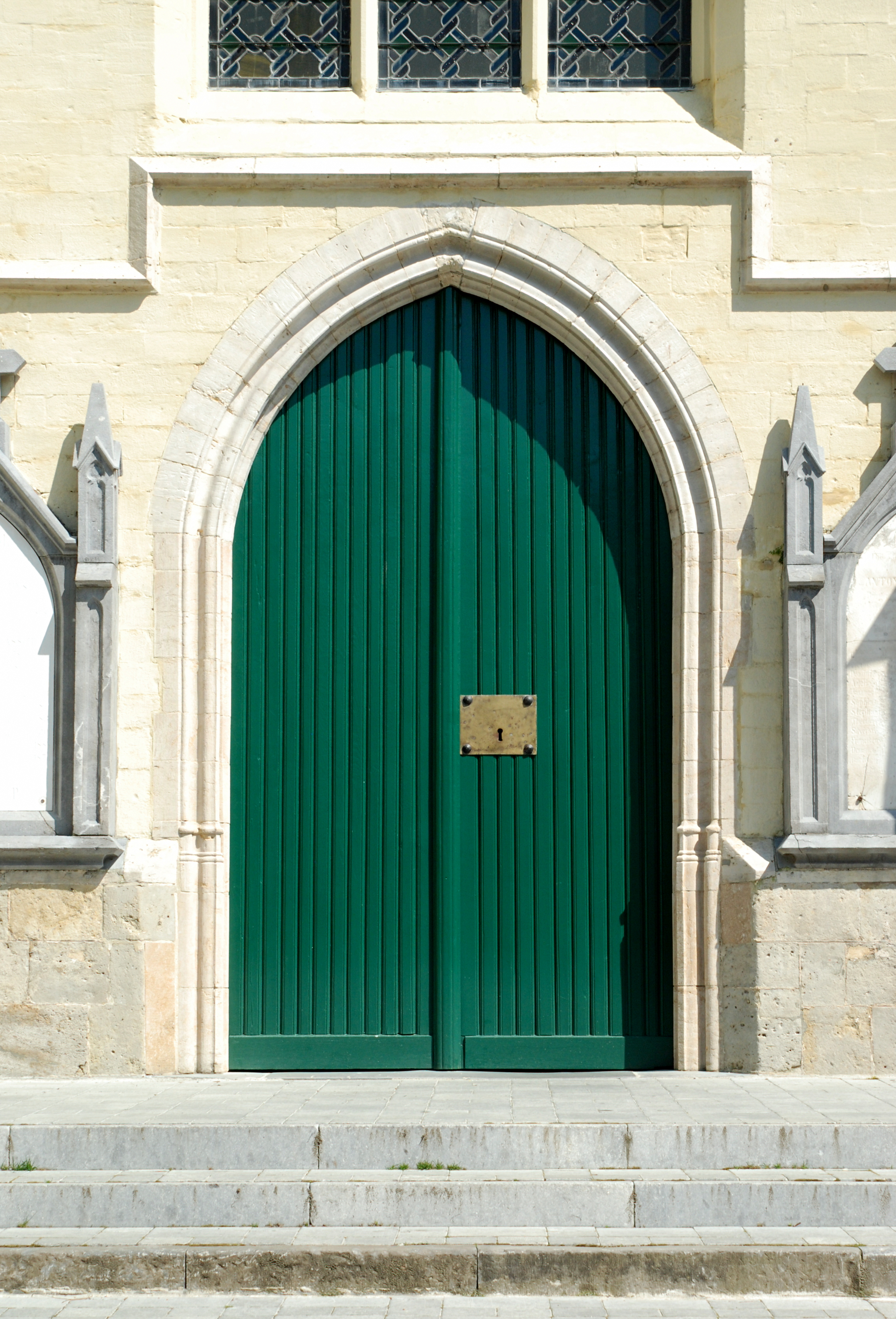
Portail occidental.
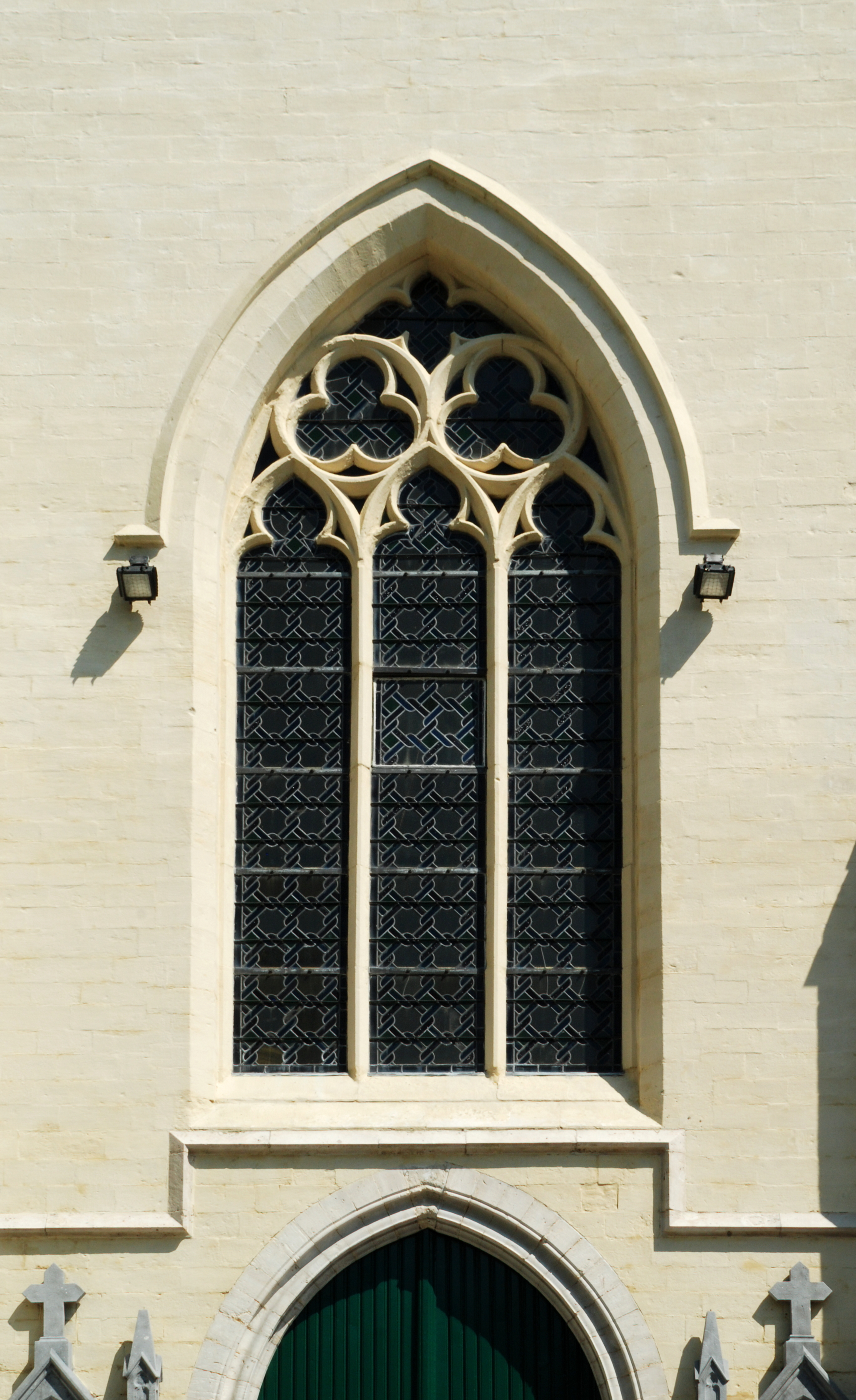
Baie ogivale de la façade occidentale.
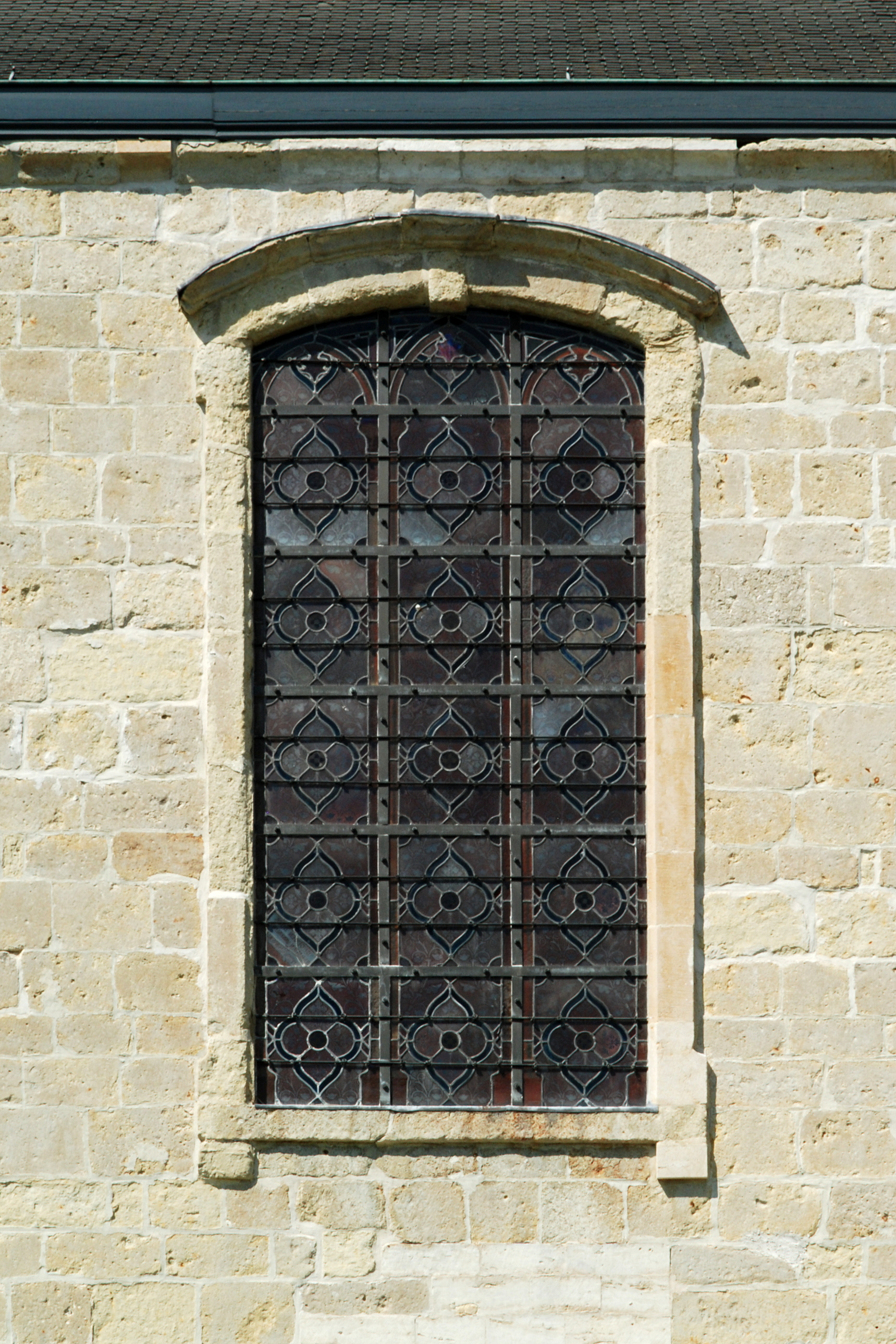
Baie classique de la façade méridionale.
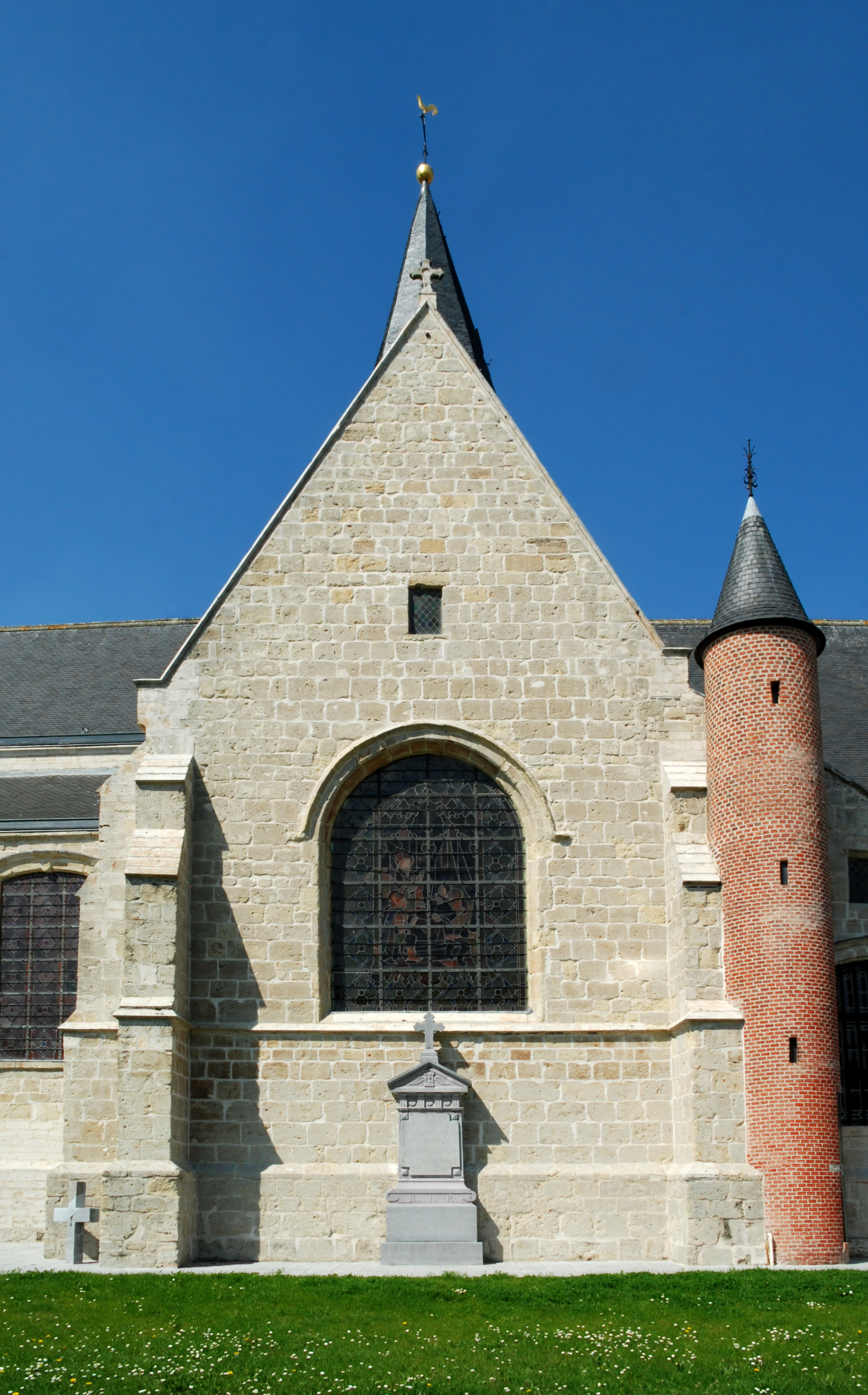
Transept.
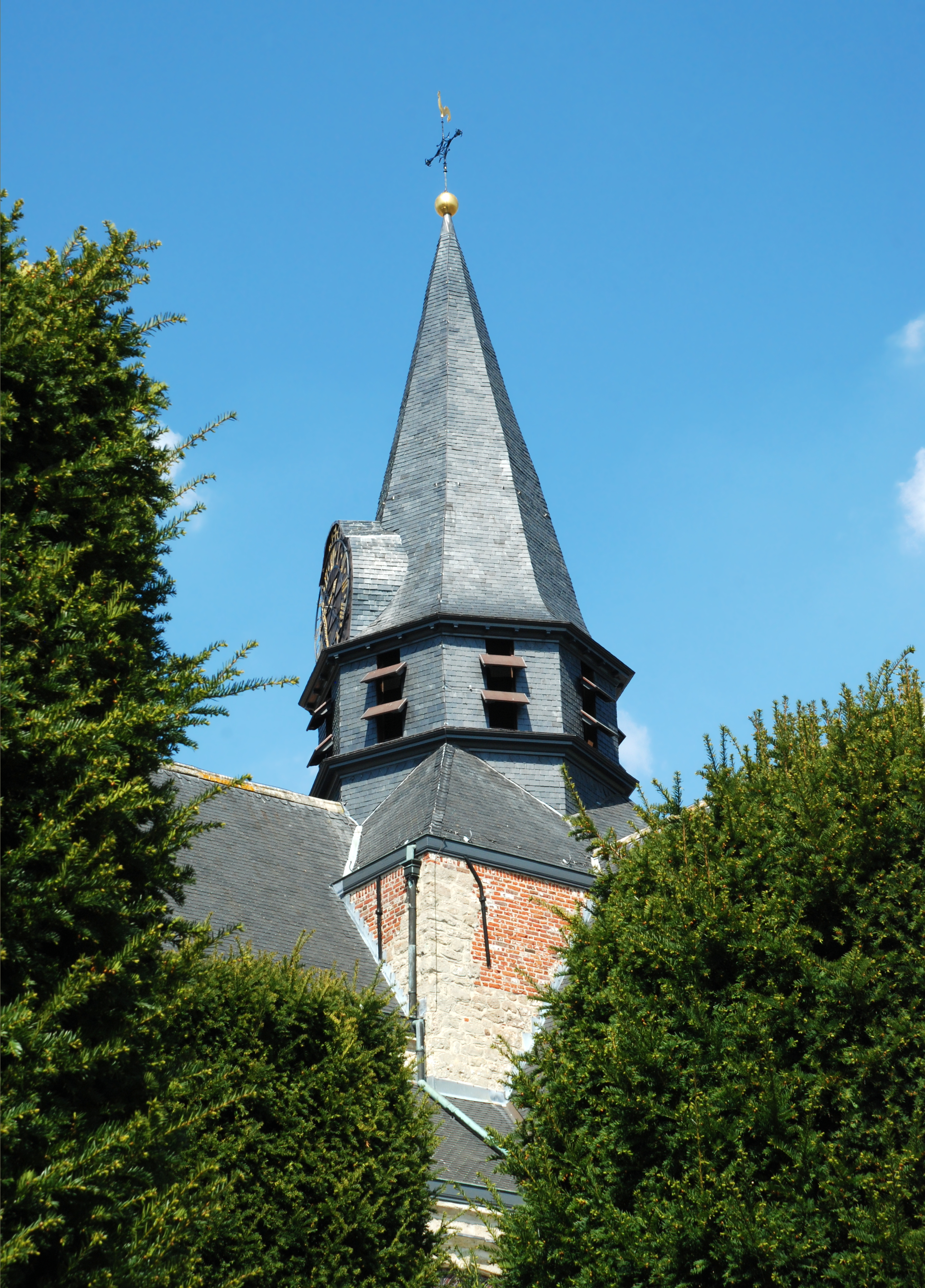
Tour de la croisée.
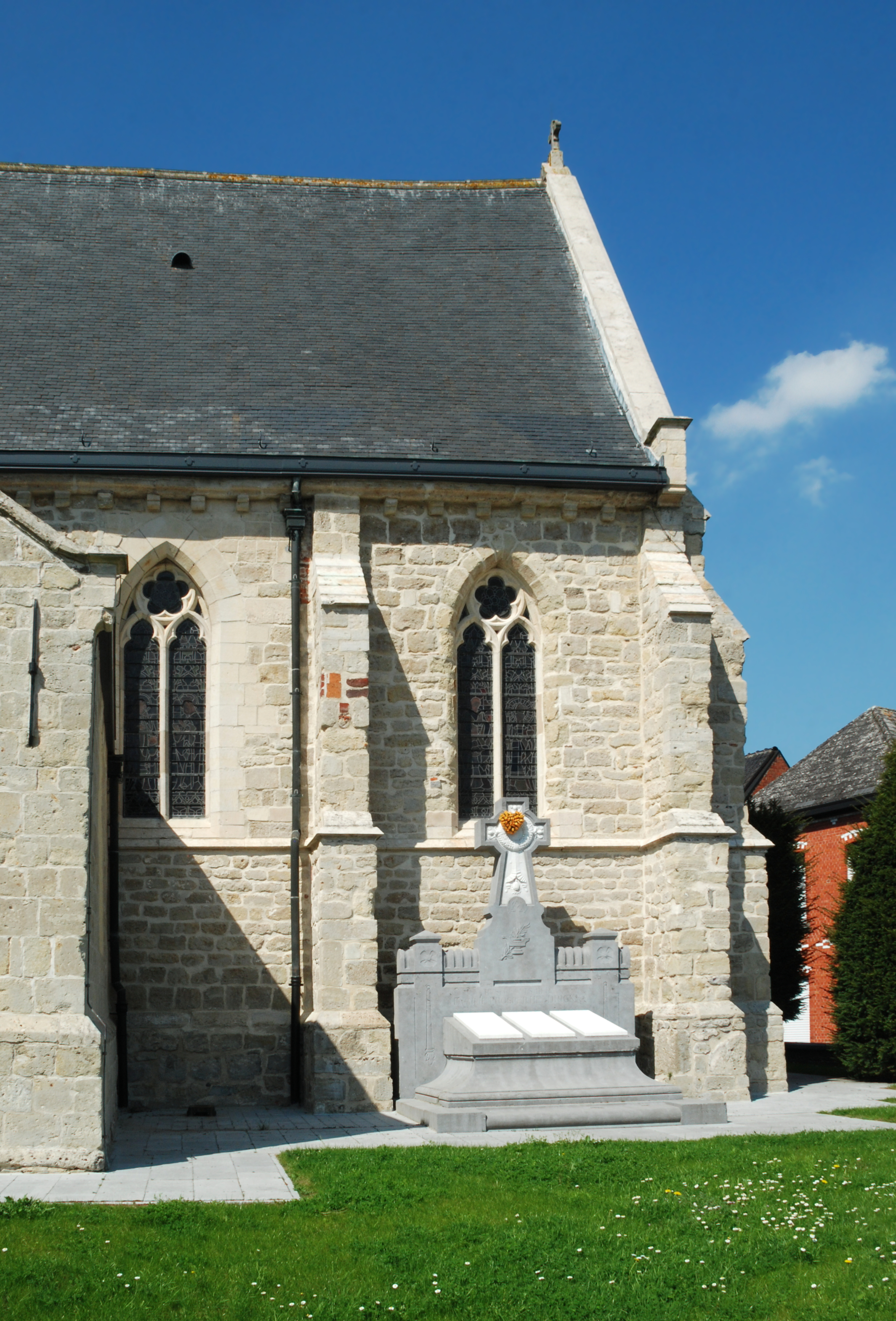
Chevet gothique.
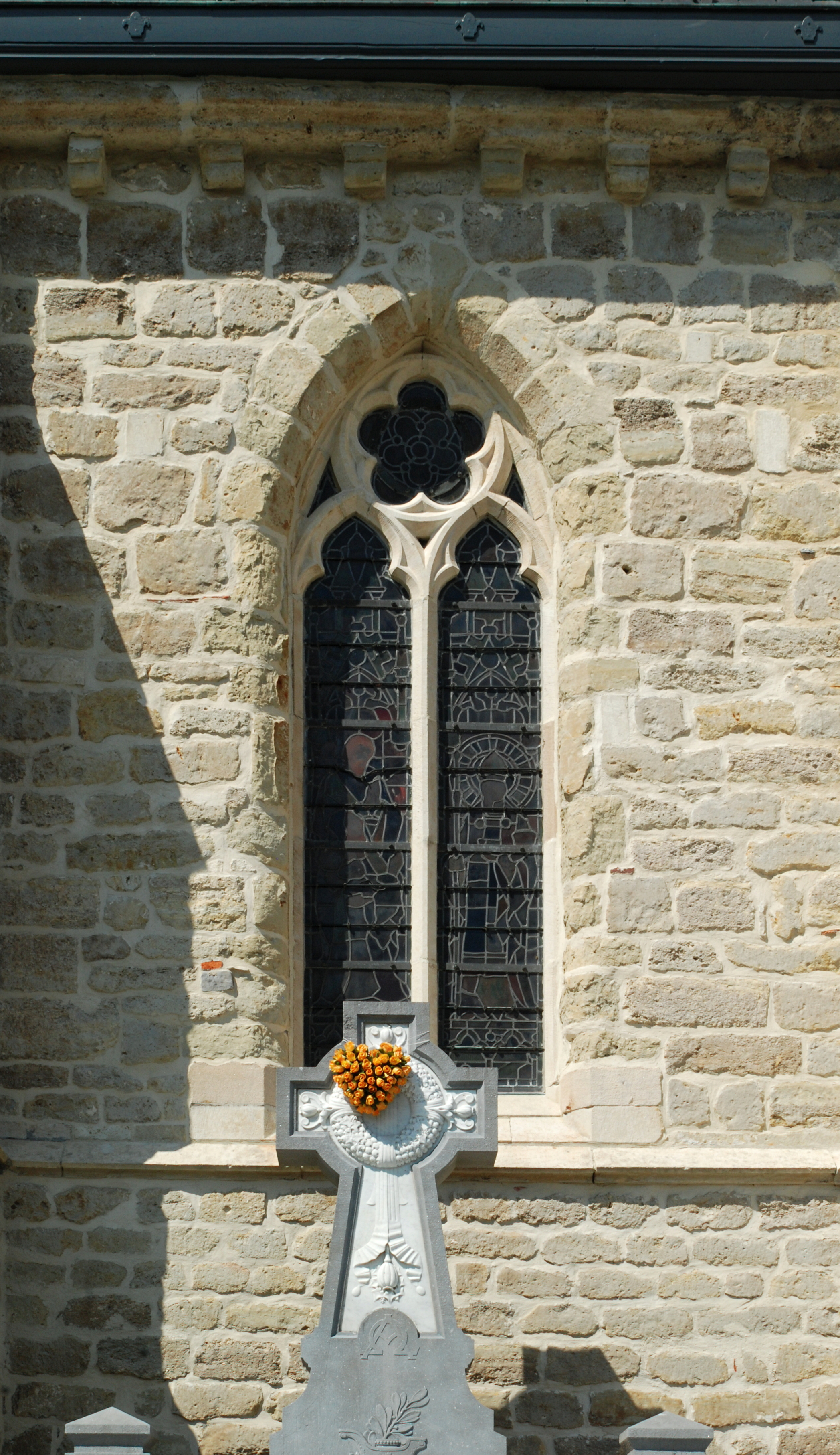
Baie ogivale du chevet.